# بييت غانينغ
بييت غانينغ (بالهولندية: Piet Gunning)‏ هو لاعب هوكي الحقل هولندي، ولد في 5 يوليو 1913 في Hoogkerk ‏ في هولندا، وتوفي في 23 مايو 1967 في بلوميندال في هولندا.

## وصلات خارجية
- بييت غانينغ على موقع أوليمبيديا (الإنجليزية)